# Джуді Денч
Дама Джудіт Олівія Денч (англ. Dame Judith Olivia Dench; нар. 9 грудня 1934) — британська акторка театру, кіно, телебачення та озвучення, режисерка, автобіографістка. Володарка нагороди Американської академії кіномистецтва, лауреатка премії BAFTA. Дама-Командор Ордена Британської Імперії.

## Життєпис
Народилася в місті Йорк (Англія) в сім'ї лікаря Реджинальда і Олів Денч. Батько служив також штатним лікарем Йоркського королівського театру, тому жива і весела Джуді, що любила малювати і танцювати, була залучена в театральне середовище.
5 лютого 1971 Денч одружилася з актором Королівської Шекспірівської трупи Майклом Вільямсом. Наступного року народила дочку Тару Крессиду Френчес (нині акторка Фінті Вільямс). Після народження дочки збиралася залишити роботу, але за порадою чоловіка працювала в театрі вечорами, поки годувала груддю, і влаштувалась на телебачення, коли дочка пішла в школу.
Джуді Денч 30 років прожила в щасливому шлюбі. 11 січня 2001 року чоловік помер від раку. Денч живе в будинку з сімома кішками, собакою, золотими рибками і хом'яками.

## Кар'єра в театрі і кіно
Джуді Денч дебютувала на професійній сцені в 1957 у в театрі Old Vic Company в ролі Офелії в «Гамлеті». У 1960 році, в лондонському театрі Олд Вік, грає Джульєтту в спектаклі «Ромео і Джульєтта» в постановці Франко Дзефіреллі. У 1961 приходить у Королівський шекспірівський театр.
Всесвітню популярність Денч завоювала роботою в таких стрічках, як нова серія епопеї про Джеймса Бонда «Золоте Око», де вона зіграла М — шефиню Бонда, і «Закоханий Шекспір». Роль королеви Єлизавети I тут займає всього 8 хвилин екранного часу, проте заслужено принесла їй «Оскар».
У фільмі «Айріс», що став важливою віхою в її кар'єрі, Денч втілила письменницю Айріс Мердок. За неї Денч була номінована на «Оскар».
У заснованому на реальних подіях фільмі «Місіс Хендерсон представляє» Денч зіграла літню англійку, що після смерті чоловіка купує театр, аби розвіяти смуток. Номінована на «Оскар».
У тому ж році відбулася прем'єра фільму «Гордість і упередження» за однойменним класичним романом англійської письменниці Джейн Остін. Денч зіграла леді Кетрін де Бург.
25 грудня 2006 року у світ вийшла драма «Скандальний щоденник» режисера Річарда Айрі (англ. Richard Eyre). У ньому Денч зіграла шкільну вчительку, що шантажує колегу (Кейт Бланшетт).

## Фільмографія
| Рік  |    | Українська назва                                           | Оригінальна назва                                          | Роль                  |
| ---- | -- | ---------------------------------------------------------- | ---------------------------------------------------------- | --------------------- |
| 1964 | ф  | The Third Secret                                           | The Third Secret                                           |                       |
| 1965 | ф  | A Study in Terror                                          | A Study in Terror                                          |                       |
| 1965 | ф  | Four in the Morning                                        | Four in the Morning                                        |                       |
| 1965 | ф  | He Who Rides a Tiger                                       | He Who Rides a Tiger                                       |                       |
| 1973 | ф  | Luther                                                     | Luther                                                     |                       |
| 1979 | тф | Макбет                                                     | Macbeth                                                    |                       |
| 1983 | тф | Saigon: Year of the Cat                                    | Saigon: Year of the Cat                                    |                       |
| 1985 | ф  | Розмова з ангелами                                         | The Angelic Conversation                                   |                       |
| 1985 | ф  | Wetherby (film)                                            | Wetherby                                                   |                       |
| 1986 | ф  | Кімната з видом                                            | A Room with a View                                         |                       |
| 1987 | ф  | 84 Charing Cross Road                                      | 84 Charing Cross Road                                      |                       |
| 1988 | ф  | A Handful of Dust                                          | A Handful of Dust                                          |                       |
| 1989 | ф  | Генріх V                                                   | Henry V                                                    |                       |
| 1995 | ф  | Золоте око                                                 | GoldenEye                                                  | M                     |
| 1995 | ф  | Jack and Sarah                                             | Jack and Sarah                                             |                       |
| 1996 | ф  | Гамлет                                                     | Hamlet                                                     |                       |
| 1997 | ф  | Завтра не помре ніколи                                     | Tomorrow Never Dies                                        | M                     |
| 1997 | ф  | Mrs. Brown                                                 | Mrs. Brown                                                 |                       |
| 1998 | ф  | Закоханий Шекспір                                          | Shakespeare in Love                                        |                       |
| 1999 | ф  | І цілого світу мало                                        | The World Is Not Enough                                    | M                     |
| 1999 | ф  | Чай з Муссоліні                                            | Tea with Mussolini                                         |                       |
| 2000 | ф  | Шоколад                                                    | Chocolat                                                   |                       |
| 2000 | ф  | Into the Arms of Strangers: Stories of the Kindertransport | Into the Arms of Strangers: Stories of the Kindertransport |                       |
| 2000 | тф | The Last of the Blonde Bombshells                          | The Last of the Blonde Bombshells                          |                       |
| 2001 | ф  | Корабельні новини                                          | The Shipping News                                          |                       |
| 2001 | ф  | Айріс (фільм)                                              | Iris                                                       |                       |
| 2002 | ф  | Помри, але не зараз                                        | Die Another Day                                            | М                     |
| 2002 | ф  | Як важливо бути серйозним                                  | The Importance of Being Earnest                            |                       |
| 2004 | ф  | Хроніки Ріддіка                                            | The Chronicles of Riddick                                  | Ереон                 |
| 2004 | ф  |                                                            | Ladies in Lavender                                         | Урсула                |
| 2005 | ф  | Гордість і упередження                                     | Pride & Prejudice                                          |                       |
| 2005 | ф  | Mrs Henderson Presents                                     | Mrs Henderson Presents                                     |                       |
| 2006 | ф  | Казино Рояль                                               | Casino Royale                                              | M                     |
| 2006 | ф  | Скандальний щоденник (фільм)                               | Notes on a Scandal                                         |                       |
| 2008 | ф  | Квант милосердя                                            | Quantum of Solace                                          | M                     |
| 2009 | ф  | Дев'ять                                                    | Nine                                                       |                       |
| 2009 | ф  | Rage                                                       | Rage                                                       |                       |
| 2011 | ф  | Пірати Карибського моря: На дивних берегах                 | Pirates of the Caribbean: On Stranger Tides                |                       |
| 2011 | ф  | 7 днів і ночей з Мерилін                                   | My Week with Marilyn                                       |                       |
| 2011 | ф  | Дж. Едгар                                                  | J. Edgar                                                   |                       |
| 2011 | ф  | Джейн Ейр                                                  | Jane Eyre                                                  |                       |
| 2011 | ф  | The Best Exotic Marigold Hotel                             | The Best Exotic Marigold Hotel                             |                       |
| 2011 | ф  | Friend Request Pending                                     | Friend Request Pending                                     |                       |
| 2012 | ф  | 007: Координати «Скайфолл»                                 | Skyfall                                                    | M                     |
| 2013 | ф  | Філомена                                                   | Philomena                                                  |                       |
| 2015 | ф  | 007: Спектр                                                | Spectre                                                    | M                     |
| 2015 | ф  | The Second Best Exotic Marigold Hotel                      | The Second Best Exotic Marigold Hotel                      |                       |
| 2016 | ф  | Дім дивних дітей міс Сапсан                                | Miss Peregrine's Home for Peculiar Childrens               | Шилодзьобка           |
| 2017 | ф  | Вбивство у «Східному експресі»                             | Murder on the Orient Express                               | Наталія Драгомірофф   |
| 2017 | ф  | Вікторія та Абдул                                          | Victoria and Abdul                                         | Королева Вікторія     |
| 2017 | ф  | Тюльпанова лихоманка                                       | Tulip Fever                                                | Ігуменя Святої Урсули |
| 2018 | ф  | Код «Червоний»                                             | Red Joan                                                   | Джоан Стенлі          |
| 2019 | ф  | Артеміс Фаул                                               | Artemis Fowl                                               | командор Рут          |
| 2020 | ф  | Колишня з того світу                                       | Blithe Spirit                                              | Сесіл Аркаті          |
| 2021 | ф  | Белфаст                                                    | Belfast                                                    | бабуся                |
| 2021 | ф  | Дух Різдва                                                 | Spirited                                                   | камео                 |